# John Philipson

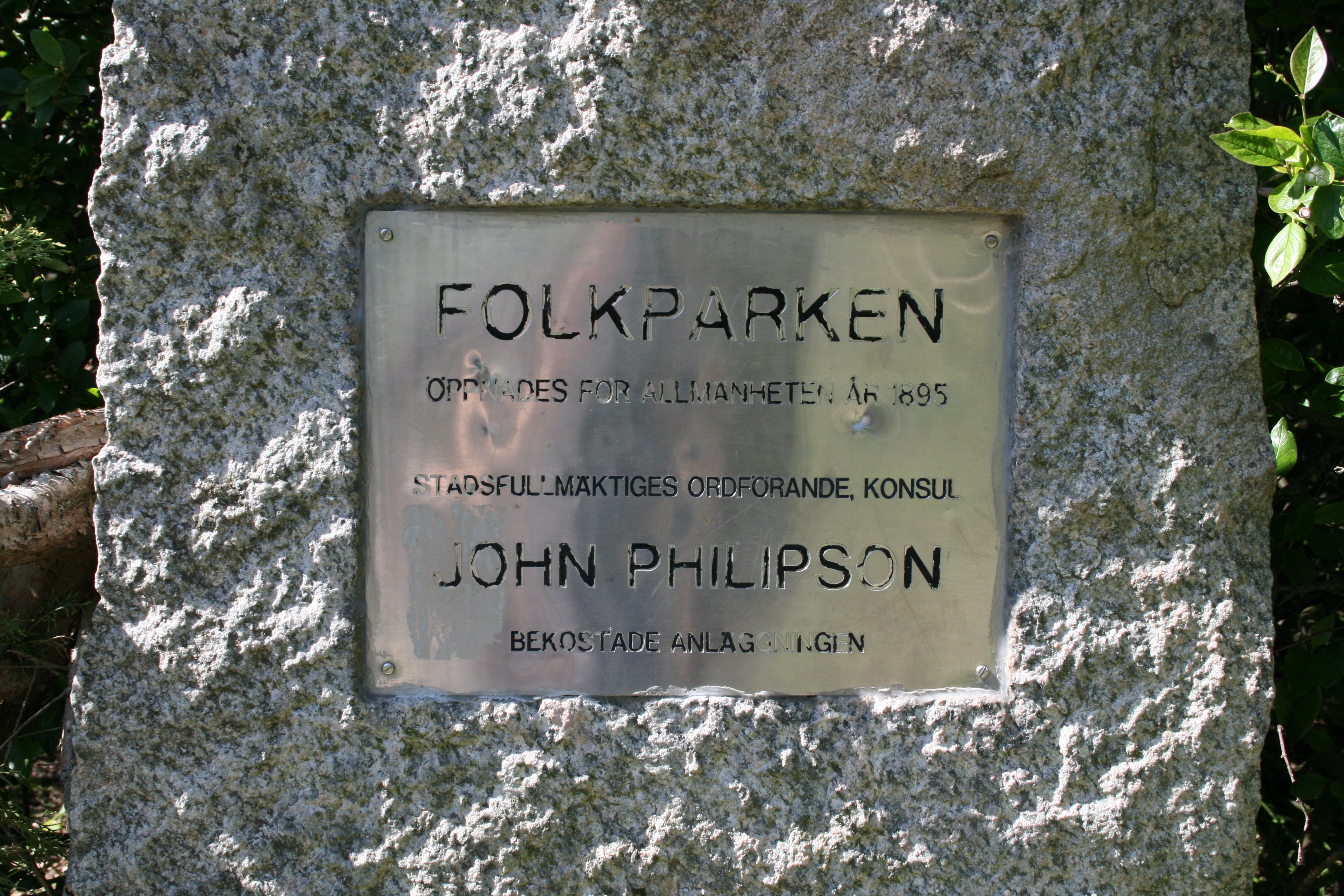
Minnessten i Folkparken.

John Philipson, född 28 december 1829 i Norrköping, död 7 september 1899 i Norrköping, grosshandlare, donator och riksdagspolitiker.
Philipson var verksam som grosshandlare och kommunalpolitiker i Norrköping. Som riksdagsman var han ledamot av första kammaren från 1890 till sin död.
John Philipson tillhörde släkten Philipson och var far till Walter och Mauritz Philipson.